# Поммер, Гарибальди
Гарибальди Поммер (эст. Garibaldi Pommer; 31 декабря 1908 года, Кольга Вальд, Эстония — 11 апреля 1972 года, Таллин) — эстонский и советский скульптор.

## Биография
Окончил Эстонскую академию художеств (1929).
Во время Великой Отечественной войны с 1942 по 1945 год работал в Москве и Ярославле.
С 1945 года — член Союза художников Эстонской ССР.

## Известные работы
Оформил интерьеры Эстонской оперы (1947)
Памятник Ленину в Тарту.
Рыбак (1946)
Бюст Эдуарда Пела (1947)
Бюст Йоханнеса Лауристина (1950, архитектор К. Люйс)
Надгробный памятник Яану Креуксу на кладбище Рахумяэ.